# William Sweeney
William John Sweeney (soms ook: Bill Sweeney) (Glasgow, 5 januari 1950) is een Schots componist, muziekpedagoog en klarinettist.

## Levensloop
Sweeney studeerde – na zijn basisopleiding aan de Knightswood Secondary School – van 1967 tot 1970 klarinet en compositie aan de Royal Scottish Academy of Music and Drama in Glasgow bij W.T. Clucas en Frank Spedding en van 1970 tot 1973 aan de Royal Academy of Music in Londen onder andere bij Alan Hacker en Sir Harrison Birtwistle.
Hij is professor en hoofd van de muziekafdeling aan de Universiteit van Glasgow. Hij doceert houtblaasinstrumenten en compositie.
Na invloeden van de Europese avant-garde, vooral van Karlheinz Stockhausen, kwam hij sinds het midden van de jaren 1970 terug naar tonale muziek. Zijn werk is zeer beïnvloed van de jazz en de traditionele Schotse folkmuziek, bijzonder maakt hij gebruik van de heterofonische stijl van het Goidelisch psalmzang en het rijkelijke gebruik van melodievariaties door ornamentiek. Hij heeft een voorliefde voor de muziek van Leoš Janáček.
Als componist schreef hij werken voor zijn eigen instrument, maar hij componeert voor verschillende genres. Sweeney kreeg opdrachten van de British Broadcasting Corporation, de Universiteit van Glasgow, de Royal Scottish Academy of Music and Drama, het Paragon Ensemble, het St Magnus Festival, Musica Nova en van de Cappella Nova.

## Composities

### Werken voor orkest
- 1983 Glasgow, voor 3 slagwerkers, piano en strijkers
- 1986 Sunset Song, voor orkest
- 1986 Bagpipe Music, voor orkest
- 1987 Cumha, elegie voor orkest
- 1988 An Rathad Ur / The New Road, voor tenorsaxofoon en orkest
- 1988 The Elements Danced ..., voor windanimateuren en orkest
- 1989 Seann Orain: Songs from South Uist, voor strijkorkest
- 1989 Air, Strathspey and Reel, voor groot orkest
- 1990 Concerto grosso, voor 9 klarinetten, strijkers en pauken
- 1991 St. Blane's Hill, voor orkest
- 1991 A Set for the Kingdom, voor strijkorkest
- 1993 October Landscapes, voor orkest
- 1993 Birth / Procession, voor kamerorkest
- 1994 A Song from South Uist, voor jeugdorkest

### Werken voor harmonieorkest
- 1984 Maqam, voor piccolo, altfluit, hobo, althobo, 2 klarinetten, contrafagot, 4 hoorns, trompet en flügelhoorn
- 1986 Fantasias for 13 Wind Instruments, 2 dwarsfluiten, 2 hobo's, 2 klarinetten, 2 fagotten, contrafagot en 3 hoorns
- 1993 A' Bhirlinn Taibhseil / The Ghost Longship, voor harmonieorkest
- 1996 The Lost Mountain (A-bheinn Air Chall), voor harmonieorkest
- 1996 Sweeney Astray, voor harmonieorkest

### Opera
- 1997 An Turus (The Journey), Gaelic opera – libretto by Aonghas MacNeacaill – première: januari 1998 Paragon Ensemble, Schotland

### Werken voor koren
- 1987 Salm an fhearainn / Psalm of the Land, voor gemengd koor – tekst: Aonghas MacNeacail
- 1987 An Seachnadh / The Avoiding, voor gemengd koor – tekst: Aonghas MacNeacail
- 1988 Three Poems of William Soutar, voor gemengd koor en orkest – tekst: William Soutar
- 1990 I Will Wait, voor gemengd koor, jazzensemble en orkest – tekst: Mongane Wally Serote
- 1992 Two Lyrics, voor twee sopranen en gemengd koor – tekst: Hugh MacDiarmid
- 1998 Airc an dualchais (Inheritance Ark) (gecomponeerd voor de opening van het Museum of Scotland in Edinburgh in November 1998)

### Vocale muziek
- 1977 3 Poems from Sangschaw, voor zangstem, 2 klarinetten, bassethoorn (of: basklarinet) – tekst: Hugh MacDiarmid
- 1977 Two Concert Arias, voor sopraan en orkest – tekst: Salvatore Quasimodo
- 1978 The Heights of Macchu Picchu, voor sopraan, dwarsfluit, altviool, harp en slagwerk – tekst: Pablo Neruda
- 1979 A Vision of Scotland, voor sopraan en orkest – tekst: Hugh MacDiarmid
- 1980 Voyage of Discovery, voor spreker, piano, kinderstemmen en slagwerk – tekst: Howard Hoffman
- 1987 Scenes from Old Stirling, voor mezzosopraan en orkest
- 1989 El Pueblo, voor bariton, 3 klarinetten, trombone, piano, slagwerk en contrabas – tekst: Pablo Neruda
- 1991 Soruidh Slan, voor sopraan, bariton, 2 klarinetten, contrabas, piano en slagwerk
- 1992 A Drunk Man Looks at the Thistle, voor spreker, bariton, 3 sopranen, 3 klarinetten, trombone, altviool, cello, contrabas, piano en slagwerk – tekst: de componist, naar Hugh MacDiarmid
- 1993 An Coilltean Ratharsair (The Woods of Raasay), voor sopraan, bas en orkest – tekst: Sorley MacLean
- 1994 Agua, voor mezzosopraan, tenorsaxofoon, cello en marimba (of vibrafoon) – tekst: Federico Garcia Lorca
- 1994 Seeking Wise Salmon, voor sopraan, klarinet, trombone en 2 synthesizers – tekst: Aonghas MacNeacail
- 1999 Na thàinig anna a churach ud (All that came in that one coracle) (gecomponeerd voor de opening van de Arainn Chaluim Cille – de nieuwe campus van het Gaelic College in Skye – in 1999)

### Kamermuziek
- 1979 An Òg-Mhadainn (The Young Morning), voor klarinet, 2 violen, altviool en cello
- 1981 Strijkkwartet (Nr. 1)
- 1982 Sextet, voor klarinet, piano, 2 violen, altviool en cello
- 1982 Trio, voor klarinet, altviool en piano
- 1984 Life Study Nr. 1, voor klarinet en piano
- 1985 Sonata voor altviool, marimba en claves
- 1986 Life Study Nr. 2, voor klarinet en piano
- 1987 Life Study Nr. 3, voor klarinet en piano
- 1987 Sweeney Astray, voor twee klarinetten
- 1993 The Loch: Autumn, voor cello en 3 klarinetten
- 1995 Quintet, voor klarinet in A en strijkkwartet
- 1995 Life Study Nr. 4, voor klarinet en piano
- 2000 Remembering Lepo, voor strijkkwartet
- 2004 Strijkkwartet Nr. 3

### Werken voor orgel
- 1990 Hallaig

### Werken voor piano
- 1975 Paraphrases on Poems by Rilke
- "Der Panther" uit Nieuwe gedichten (1907)
- "Der Blinde" uit Nieuwe gedichten (1907)
- "Sonetten aan Orpheus, (Die Sonette an Orpheus)" (1922)

### Werken voor gitaar
- Landscape, voor 3 gitaren

### Filmmuziek
- 1997 Incidentele muziek voor de film "An Iobairt (The Sacrifice)" (won de Scottish BAFTA Award for Best Music in 1997)

### Elektronische muziek
- 1987 Springburn, voor klarinet en geluidsband
- 1989 Sharakan, voor dwarsfluit, klarinet, altviool, cello, contrabas en elektronica

## Publicaties
- J. Reid-Baxter: William Sweeney and the Voice of the People, in: Tempo, no. 188 (1994)
- Francis J. Morris: Sweeney, William (John), Grove Music Online ed. L. Macy